# Узунтытыгем
Узунтытыгем — река в России, протекает по Кош-Агачскому району Республики Алтай. Устье реки находится в 5 км от устья Кокори по левому берегу. Длина реки составляет 33 км. В 1 км от устья впадает правый приток Камтытыгем.

## Данные водного реестра
По данным государственного водного реестра России относится к Верхнеобскому бассейновому округу, водохозяйственный участок реки — Катунь, речной подбассейн реки — Бия и Катунь. Речной бассейн реки — (Верхняя) Обь до впадения Иртыша.